# Трсје
Трсје (грч. Τρίβουνο, Тривуно) је бивше насеље у Грчкој у општини Лерин, периферија Западна Македонија. 
На попису из 1981. године Трсје је имало 117 становника Словена.

## Становништво
| Година       | 1951 | 1961 | 1971 | 1981 | 1991 | 2001 | 2011 |
| ------------ | ---- | ---- | ---- | ---- | ---- | ---- | ---- |
| Становништво | 99   | 98   | 66   | 117  | 2    | 5    | 0    |